# Papelucho (personaje)
Papelucho es un personaje ficticio de la serie literaria infantil homónima publicada por la autora chilena Marcela Paz entre 1947 y 1974.

## Creación del personaje
Según relata la autora, durante la década de 1930, siendo aún una muchacha, su novio, quién posteriormente se convertiría en su marido, le regaló un diario de vida en el cual ella decidió escribir un relato desde la perspectiva de un niño.
Este primer intento contenía la idea general y el lenguaje que utilizaría posteriormente en las obras de Papelucho, sin embargo, los eventos y las vivencias del personaje tenían un tono más dramático y serio que el de las obras posteriores, abordando desde la perspectiva del niño la separación de sus padres, un tema controvertido para la época y que fue la inspiración para el relato ya que la joven sentía molestia por el hecho de que no se tomara en cuenta el sentir de los niños en esta decisión.
Una década después, su marido mencionó la existencia de un concurso de literatura infantil realizado por la editorial Rapa Nui. Ante esto, tomó el relato que escribiera en su juventud y tras modificarlo lo presentó al concurso con el título Papelucho y aunque no fue la ganadora, consiguió que el texto fuese publicado, iniciando así una serie de doce libros que se prolongaría hasta mediados de la década de 1970, sin embargo, póstumamente su familia revelaría la existencia de tres obras inéditas actualmente publicadas entre los años 2017 y 2020.

## Descripción
Aunque las descripciones de la apariencia de Papelucho a lo largo de las historias son muy vagas, las ilustraciones en los libros, tanto las originales encargadas por la autora a Yolanda Huneeus, su hermana, como las posteriores basadas en estas, lo muestran como un niño extremadamente delgado, de orejas prominentes, barbilla puntiaguda, nariz pequeña, frente amplia, dientes grandes y abiertos, cabello revuelto y ojos pequeños; usualmente vistiendo camiseta y pantalones cortos. Según explicara la autora, para el nombre Papelucho tomó como inspiración el apodo de su esposo José Luis, quién era llamado Pepe Lucho.
La mentalidad de Papelucho resulta ser en extremo inocente e imaginativa, siendo también el estereotipo de un niño influenciado por los medios audiovisuales y la fantasía; por ello en muchas ocasiones él mismo inventa explicaciones absurdas para las situaciones en las que se encuentra, como dar por una certeza que el anciano que conocería la clínica se trataba del profeta Elías que, según él, se encontraba en ese lugar por haber caído de su carro de fuego o también el hecho de asegurar, tras llegar accidentalmente a Osorno con su hermana, que eran sus padres y su hermano mayor quienes realmente estaban perdidos.
La relación de papelucho con su familia y seres queridos en muchas de sus historias muestra dos caras diferentes; por un lado están las conclusiones a los que llega Papelucho respecto a ellos y por otro lado están las actitudes que el lector puede deducir a lo largo de la lectura. mientras que Papelucho se refiere a sus padres de forma respetuosa, también en otras ocasiones se muestra molesto con ellos por la actitud que toman hacia él, sin embargo a lo largo de la lectura se puede ver en ocasiones como su padre es un hombre trabajador y serio y su madre un ama de casa educada y algo neurótica que no prestan una genuina atención al muchacho excepto en casos delicados. Javier, su hermano mayor, rara vez comparten tiempo con él y en muchas ocasiones toma la actitud del hermano mayor que molesta al más pequeño, siendo uno de sus pocos momentos, donde se ve una genuina interacción entre ambos, cuando Javier abandona la casa tras discutir con sus padres por hacerse hippie. Un caso completamente opuesto es lo que sucede con la Jí, apodo cariñoso que el protagonista da a Jimena del Carmen, su hermana menor, la cual expresa mucho más aprecio y cercanía hacia él que el resto de su familia, esto debido a la gran cantidad de tiempo que ambos pasan juntos, ya sea porque en muchas ocasiones su familia le impone tener que cuidarla desde que era una bebé o porque Papelucho es la única persona que puede entender la mentalidad de Jimena. Domitila, la empleada de la casa, es considerada por Papelucho como una persona que lo aconseja y lo cuida, sin embargo, en muchas ocasiones evita realizar su trabajo y Papelucho acaba haciéndolo en su lugar.

## Historia
Las historias de Papelucho usualmente se refieren a los eventos cotidianos que vive en su casa, su barrio y su colegio vistos desde su muy inocente perspectiva; sin embargo, en muchas ocasiones sus ocurrencias han hecho que los eventos más irrelevantes acaban convertidos en situaciones absurdas o muy peligrosas, razón por la cual se ha extraviado en el sur de chile, en Arica e incluso en África, teniendo que lidiar a veces incluso con criminales; sin embargo debido a su ignorancia e inocencia jamás se da cuenta completamente de la seriedad y el peligro de este tipo de situaciones.
En su primera historia Papelucho cree haber envenenado a Domitila, la empleada de su casa, por lo que comienza a escribir un diario de vida los eventos que le suceden a diario y los cuales se van entrelazando con otros eventos más serios que involucran a su familia y personas cercanas.

## Obras en las que aparece
La serie Papelucho comprende doce libros:
- Papelucho (1947)

Papelucho piensa que accidentalmente ha envenenado a Domitila, la empleada de su casa, este incidente lo motiva a escribir un diario de vida donde comienza a narrar su vida cotidiana en casa, con sus amigos y en el colegio.
- Papelucho casi huérfano (1951)

Cuando la familia de Papelucho debe viajar a Estados Unidos, sus padres y su hermano mayor lo engañan para no llevarlo, por lo que termina en un pequeño pueblo rural alojado primero en la casa de su tía Rosario y luego en la del cura del pueblo, transcurrirán una serie de aventuras en la calle.
- Papelucho historiador (1955)

Es el más regionalista de todos. En este tomo Papelucho irá explorando la historia de América y luego la de Chile relatándola en forma tan divertida que rompe con la monotonía de los textos de estudio. Los chilenismos en Papelucho historiador son notorios ya que el libro trata casi exclusivamente de la historia chilena (en la cubierta se ve muestra a Papelucho vestido con el uniforme del ejército libertador enarbolando una bandera chilena), por lo que ha tenido poco éxito en el resto de Latinoamérica y Europa.
- Papelucho detective (1957)

Papelucho se convierte en testigo de un crimen que presenció por mera casualidad. Los sucesos del libro transcurren entre hechos policiales, pero narrados desde el punto de vista de un niño.
- Papelucho en la clínica (1958)

Mientras Papelucho visita a su madre en la clínica casi muere cuando es erróneamente operado del apéndice después que un niño enfermo lo engaña para que tome su lugar. Mientras se recupera, conoce a un anciano enfermo del cual se hace muy amigo.
- Papelucho perdido (1960)

Mientras la familia se prepara para hacer un viaje en tren a Arica, Papelucho y su pequeña hermana Jimena, quien naciera al final de Papelucho detective, toman el tren equivocado y terminan en Osorno, donde acaban viviendo extrañas y absurdas peripecias tanto en la ciudad como en el campo.
- Mi hermana Ji, por Papelucho (1964)

Jimena crece y Papelucho se ve enfrentado al problema de adaptarse a ese nuevo integrante de su familia ya que es la única persona que posee una conexión genuina con la niña y puede entender su forma de pensar.
- Papelucho misionero (1966)

Cuando los padres de Papelucho le informan que se mudaran a África, el muchacho decide aprovechar la oportunidad para actuar como misionero una vez estén en el nuevo país; allí, como es su costumbre, acaba extraviado mientras se hace amigo de personas y animales locales e incluso termina involucrándose con traficantes de diamantes.
- Papelucho y el marciano (1968)

Det, un niño marciano, cae a la Tierra y accidentalmente queda atrapado en el interior del cuerpo de Papelucho. Se hacen amigos y juntos deciden construir una nave para regresar a Marte.
- Mi hermano hippie, por Papelucho (1971)

Javier, el hermano mayor de Papelucho se ha convertido en un hippie, dejando consternada a su familia por su nuevo estilo de vida.
- Papelucho en vacaciones (1971)

El padre de Papelucho decide que durante el verano la familia viaje al sur del país para acampar; sin embargo, cuando las mal planificadas vacaciones terminan hechas un desastre, Papelucho nuevamente acaba extraviado, esta vez en la cordillera junto a un grupo de niños que conoce en el lugar.
- Papelucho ¿soy dix leso? (1974)

Cuando los padres de Papelucho descubren que sufre dislexia deciden retirarlo temporalmente del colegio. Papelucho, aburrido por permanecer tanto tiempo en casa, nuevamente se mete en problemas cuando sin saberlo conoce a un par de ladrones de autos. Debido a esta situación, sumado a una serie de incidentes muy absurdos, él y un teniente de carabineros terminan viajando juntos mientras huyen de una banda criminal.
- Adiós Planeta, por Papelucho (2017)

Tras iniciar las vacaciones de verano, Papelucho gana una bicicleta nueva en un concurso, sin embargo, esto le acarrea una serie de los típicos malentendidos en los que suele verse involucrado, por lo que Urquieta, su compañero de salón, decide invitarlo a veranear a su parcela. Lamentablemente, ambos deciden viajar hasta el lugar por sus propios medios y sin compañía de adultos, por lo que los problemas no han hecho más que empezar.
- Papelucho, Romelio y el castillo (2017)

La familia de Marcela Paz publicó este libro de manera póstuma, llamada de un principio Papelucho doctor, en la que el personaje se ve enfrentado a la diabetes, enfermedad que sufría Marcela Paz. Ella puso mucha dedicación a este trabajo, que no alcanzó a publicar.
- Mis cartas a Papelucho (2018)

Frente a la casa de Papelucho vive una niña que se siente abrumada por su relación con su familia y su paso desde la niñez a la adolescencia, por ello comienza a enviar cartas a Papelucho, iniciando así una amistad por correspondencia donde puede expresar sus emociones y desahogarse.